# Alberto Zedda
Alberto Zedda (Milano, 2 gennaio 1928 – Pesaro, 6 marzo 2017) è stato un musicista e direttore d'orchestra italiano.

## Biografia

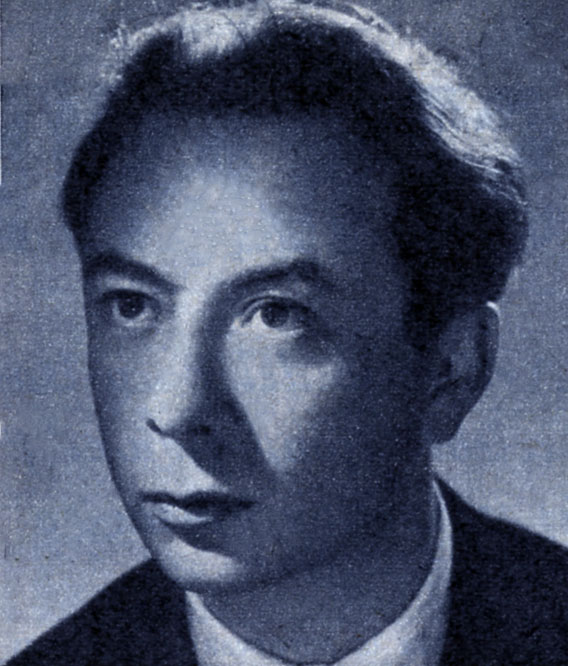
Immagine giovanile di Alberto Zedda

Nel 1957 fu il vincitore del Concorso internazionale della Rai per direttori d'orchestra. 
Da allora lavorò per molte istituzioni musicali, in Italia e all'estero, tra cui il Teatro alla Scala, l'Accademia nazionale di Santa Cecilia, il Maggio Musicale Fiorentino, Teatro Massimo di Palermo, la Rai stessa.
Fu direttore artistico del Teatro alla Scala di Milano, del Teatro Carlo Felice di Genova e del Rossini Opera Festival di Pesaro. Dopo incarichi negli USA ed a Berlino come direttore, si è impegnato come musicologo soprattutto nella ricerca e riscoperta di Rossini, con le edizioni critiche de Il barbiere di Siviglia e Cenerentola.
Fu direttore artistico del Rossini Opera Festival di Pesaro (1981-1992) e dell'Accademia rossiniana. 
Incise dischi di musica sinfonica, da camera e operistica.
Per molti anni insegnò Storia della Musica all'Università di Urbino.

## Discografia
- Cavalli: Gli amori d'Apollo e di Dafne - Agustin Prunell-Friend/Alberto Zedda/Assumpta Mateu/Carlo Lepore/Fabiola Masino/Galicia Youth Symphony Orchestra/Jose Lopez Ferrero/Luisa Maesso/Marianna Pizzolato/Mario Zeffiri/Marisa Martins/Soledad Cardoso/Ugo Guagliardo, 2006 Naxos
- Cimarosa: Le donne rivali - Alberto Zedda/L’Orchestra di Padova e del Veneto/Alessandra Ruffini/Bruno Praticò/Anna Rita Taliento/Emanuele Giannino/Bruno Lazzaretti, 2014 Bongiovanni
- Rossini: Tancredi - Alberto Zedda/Capella Brugensis/Collegium Instrumentale Brugense/Ewa Podleś/Stanford Olsen/Sumi Jo, 1995 Naxos
- Rossini: L'Italiana in Algeri - Marianna Pizzolato/Alberto Zedda/Lorenzo Regazzo/Lawrence Brownlee/Transylvania State Philharmonic Choir/Virtuosi Brunensis/Elsa Giannoulidou/Giulio Mastrototaro/Bruno de Simone/Ruth Gonzalez, 2010 Naxos
- Rossini: La donna del Lago - Prague Chamber Choir/Wojtek Gierlach/Alberto Zedda/SWR Rundfunkorchester Kaiserslautern, 2008 Naxos
- Rossini: La gazza ladra - Giulio Mastrototaro/Luisa Islam-Ali-Zade/Kenneth Tarver/Maria Jose Moreno/Brno Classica Chamber Choir/Virtuosi Brunensis/Alberto Zedda, 2009 Naxos
- Rossini: L'Equivoco stravagante - Alberto Zedda/Czech Chamber Chorus & Soloists/Marco di Felice/Petia Petrova, 2002 Naxos
- Rossini: L'inganno felice - Alberto Zedda/Lorenzo Regazzo, 2008 Naxos
- Rossini: Otello - Gregory Kunde/Carmen Romeu/Symfonisch Orkest Opera Vlaanderen/Alberto Zedda, Dynamic
- Rossini: La Cenerentola - Joyce DiDonato/Bruno Praticò/José Manuel Zapata/SWR Rundfunkorchester Kaiserslautern/Alberto Zedda, 2005 Naxos
- Rossini: Sermiramide - 2013 Dynamic
- Spontini: Teseo riconosciuto - Paoletta Marrocu/Diego D'Auria/Sonia Visentin/Carlo Allemano/Stefano Rinaldi Miliani/Daniela Piccini/Orchestra Filarmonica Marchigiana/Coro Lirico Marchigiano 'V. Bellini'/Alberto Zedda, 2017 Bongiovanni
- Vivaldi: Juditha triumphans- Oralia Dominguez, Irene Companez, Bianca Maria Casoni, Emilia Cundari, Maria Grazia Allegri, Orchestra dell'Angelicum di Milano/Alberto Zedda, LP RCA Victrola 1968.
- Italian Opera Choruses - Alberto Zedda/Collegium Instrumentale Brugense/Hungarian State Opera Orchestra/Will Humburg, 1997 Naxos
- Michele Strogoff, corriere dello zar, 1970 cinevox

## DVD
- Rossini: Armida (Opera Vlaanderen, 2015) - Dynamic
- Rossini: Il barbiere di Siviglia (DNO, 1992) - Jennifer Larmore/Simone Alaimo/Renato Capecchi, regia Dario Fo, Arthaus Musik
- Rossini: La pietra del paragone (Teatro Real, 2007) - Paolo Bordogna/Pietro Spagnoli, regia Pier Luigi Pizzi, Opus Arte
- Rossini: Semiramide (Vlaamse Opera, 2011) - Dynamic